# Lin visqueux
Linum viscosum
Espèce
Le Lin visqueux (Linum viscosum) est une espèce de plantes à fleurs de la famille des Linacées.
C'est une plante vivace aux fleurs roses.

## Statut de protection
En France, l'espèce est protégée en Aquitaine et en Languedoc-Roussillon.